# دلپذیرپروانگان

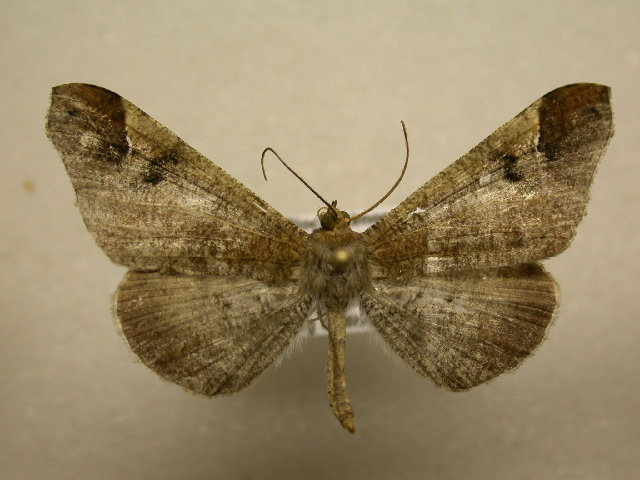
تصویری از دلپذیرپروانگان

دلپذیرپروانگان یا پری‌پروانگان (نام علمی: Hedylidae) نام یک تیره از راسته پروانه‌سانان است.

## ریشه
کلمه Hedylidae از کلمه یونانی "hedyle" به معنای شیرینی یا دلپذیری گرفته شده‌است. پسوند "-idae" برای نشان دادن خانواده‌ای از جانداران استفاده می‌شود؛ بنابراین Hedylidae به خانواده‌ای از پروانه‌ها گفته می‌شود که به ظاهر و رفتار شیرین و دلنشین معروف هستند.